# الصحوة (صحيفة يمنية)
الصحوة جريدة أسبوعية ناطقة باسم حزب التجمع اليمني للإصلاح تصدر في صنعاء، اليمن، تأسست في مارس 1985 م..

## تعريف
ترأس محمد عبد الله اليدومي تحريرها حتى عام 1994م.، في عام 1993م أصبحت ناطقة باسم حزب التجمع اليمني للإصلاح بحسب توصيات المؤتمر العام الأول للحزب.، تأسس موقعها الإلكتروني الاخباري اليومي في أكتوبر 2002م.، وقد اسسه عدد من الصحفيين كان من ضمنهم محمد العلواني نائب رئيس تحرير الصحوة مدير تحرير الصحوة نت.، للصحيفة والموقع عدد من المراسلين منتشرين في جميع محافظات الجمهورية. وللموقع نافذة باللغة الإنجليزية.